# Flussterrasse
Dieser Artikel wurde wegen inhaltlicher Mängel auf der Qualitätssicherungsseite des Portals Geowissenschaften eingetragen. Dies geschieht, um die Qualität der Artikel im Themengebiet Geowissenschaften zu steigern. Bitte hilf mit, die Mängel zu beseitigen, oder beteilige dich an der Diskussion. (+)

Begründung: Ziemlich wirrer und unklarer Artikel, viel zu einseitig auf Mitteleuropa fixiert, keine klare Definition und Beschreibung der Entstehung, schlechte Bebilderung, keine Quellen. Hochufer wäre für Meeresküsten sinnvoller. Siehe dazu auch die Kommentare auf der Diskussionsseite.--Jo 21:14, 11. Mär. 2010 (CET)

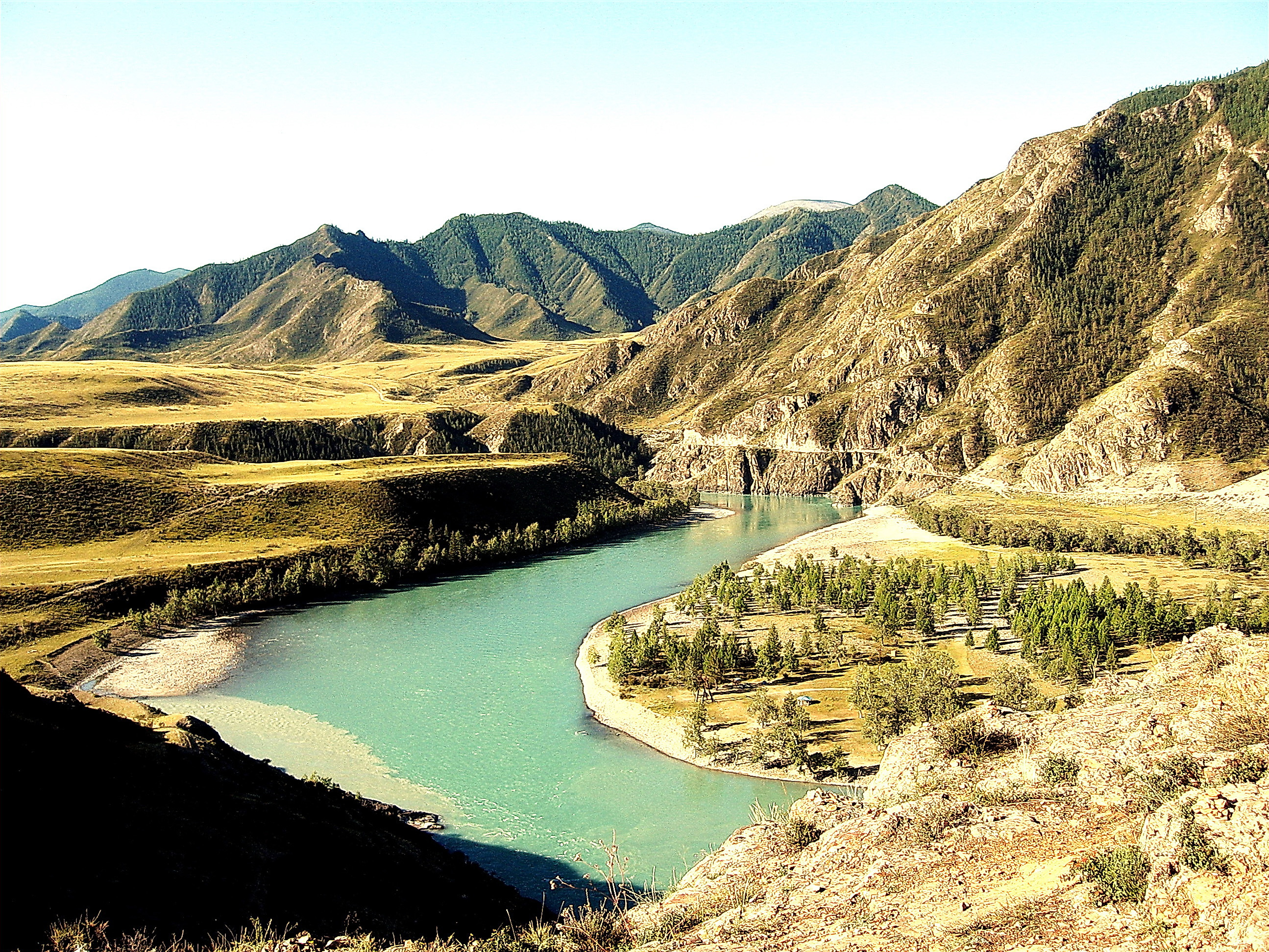
Flussterrassenniveaus der Tschuja im Altaigebirge; die terrassenförmigen Ablagerungen resultieren von kataklystischen Flutereignissen (siehe Altai-Flut)

Flussterrassen sind Reste ehemaliger Talböden, die nach weiterer Eintiefung des Tals durch den Fluss am Hang zurückbleiben. Sie entstehen durch Sedimentation von fluviatil transportiertem Gesteinsmaterial aufgrund der abnehmenden Transportkraft des Flusses im Flussverlauf. Flussterrassen können auf beiden oder nur auf einer Talseite entwickelt sein. Durch tektonische Bewegungen und durch Erhöhung der Transportleistung eines Flusses kann der Fluss sich erneut in eine früher gebildete Terrasse einschneiden und charakteristische Terrassentreppen bilden. Flussterrassen sind seit dem Neolithikum bevorzugte Siedlungsgebiete entlang von großen wie kleinen Flüssen. Sie liegen nahe an den fruchtbaren Flussauen und sind gleichzeitig gegen Hochwasser geschützt.

## Entstehung

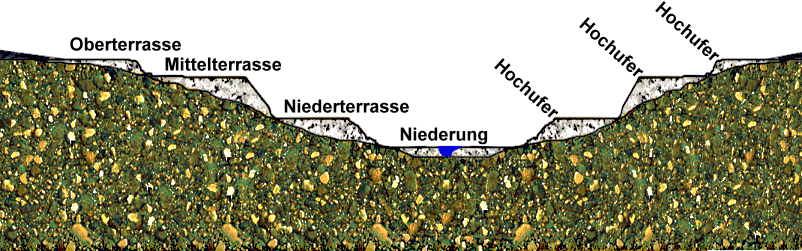
Ausbildung einer Flussterrassentreppe

Nach einer Phase der Talsohlenbildung kann sich der rezente Fluss erneut eintiefen und dabei Teile des alten Talbodens zerstören. In schmalen Tälern mit einem hohen Abfluss kann der Talboden vollständig abgetragen werden, meist bleiben jedoch Reste erhalten. Mäandrierende Flüsse sind in der Regel dadurch gekennzeichnet, dass im Bereich des Prallhangs ältere Talbodenreste abgetragen sind, während sie am Gleithang erhalten geblieben sind. Flüsse mit vorherrschender linearer Erosion sind häufig durch beidseitig ausgebildete Terrassen gekennzeichnet. Zwischen den Hochufern mäandriert der Fluss und bildet je nach Breite des Talbodens eine ausgedehnte Niederung, die Flussaue.
In Mitteleuropa begann die Terrassenentwicklung weitverbreitet im Tertiär. Von den tertiären Terrassen fehlen heute meist die Terrassenkörper und Terrassensedimente. Sie werden in der Regel durch Verebnungsflächen angezeigt, lediglich in Senkungsgebieten sind im Untergrund noch tertiäre Flussschotter, z. B. die Kieseloolithe in der Niederrheinischen Bucht erhalten. Im Pleistozän und Holozän, im Wechsel von Kalt- und Warmzeiten intensivierte sich die Terrassenentwicklung. Aufgrund des mehrfachen Wechsels von Ablagerung und Einschneidung, verbunden mit tektonischen Bewegungen entstanden ganze Treppen von Flussterrassen. Die älteste, flächenhaft verbreitete Flussterrasse wird in Mitteleuropa als Ober- oder Hauptterrasse bezeichnet, wobei in vielen Flussgebieten auch noch ältere, tertiäre Terrassen zu finden sind. Später entstand nach weiterem Einschneiden der Flüsse und teilweiser Abtragung der Haupt- bzw. Oberterrasse die Mittelterrasse und schließlich die Niederterrasse. Vielfach lassen sich die Terrassenkörper noch mehrfach untergliedern.
Das fluviatile Flussregime ist besonders beim Wechsel von Glazial- zu Interglazialzeiten großen Veränderungen unterlegen. Das Abflussverhalten eines Fließgewässers ändert sich in Abhängigkeit vom Klima (Niederschläge, Schmelzwassermenge), Höhe des Meeresspiegels und dem Gefälle. Das Gefälle wird insbesondere durch tektonische Prozesse (Hebungen und Senkungen) in einem Teil des Flusslaufes beeinflusst. Die Korngröße der abgelagerten Terrassensedimente hängt von der Strömungsgeschwindigkeit und vom Gefälle des Flusses ab. Gröbere Sedimente finden sich am Oberlauf eines Flusssystems, während in der Nähe der Mündung Sande und Schluffe verbreitet sind.

### Eiszeitliche Terrassenentwicklung

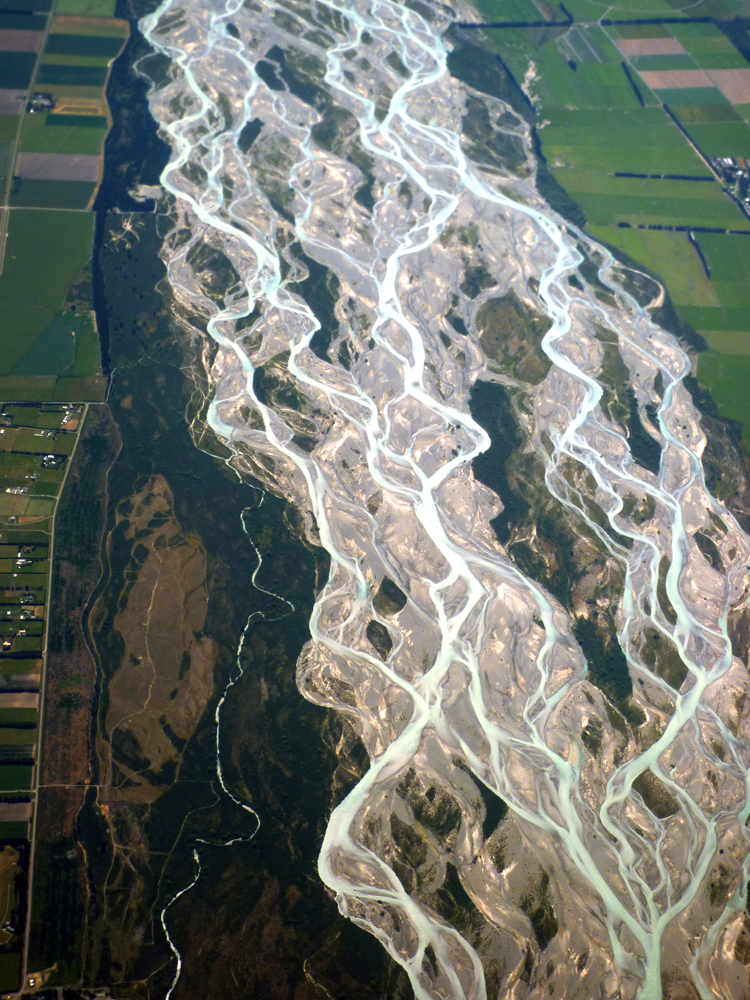
Aufschotterung in einem verzweigten Flusssystem

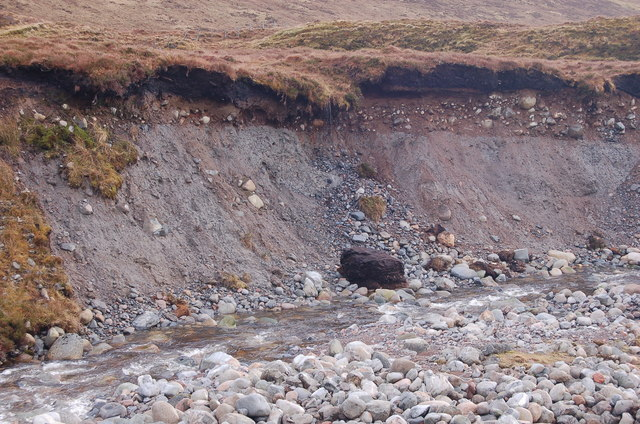
Erosion in eine ältere Terrasse

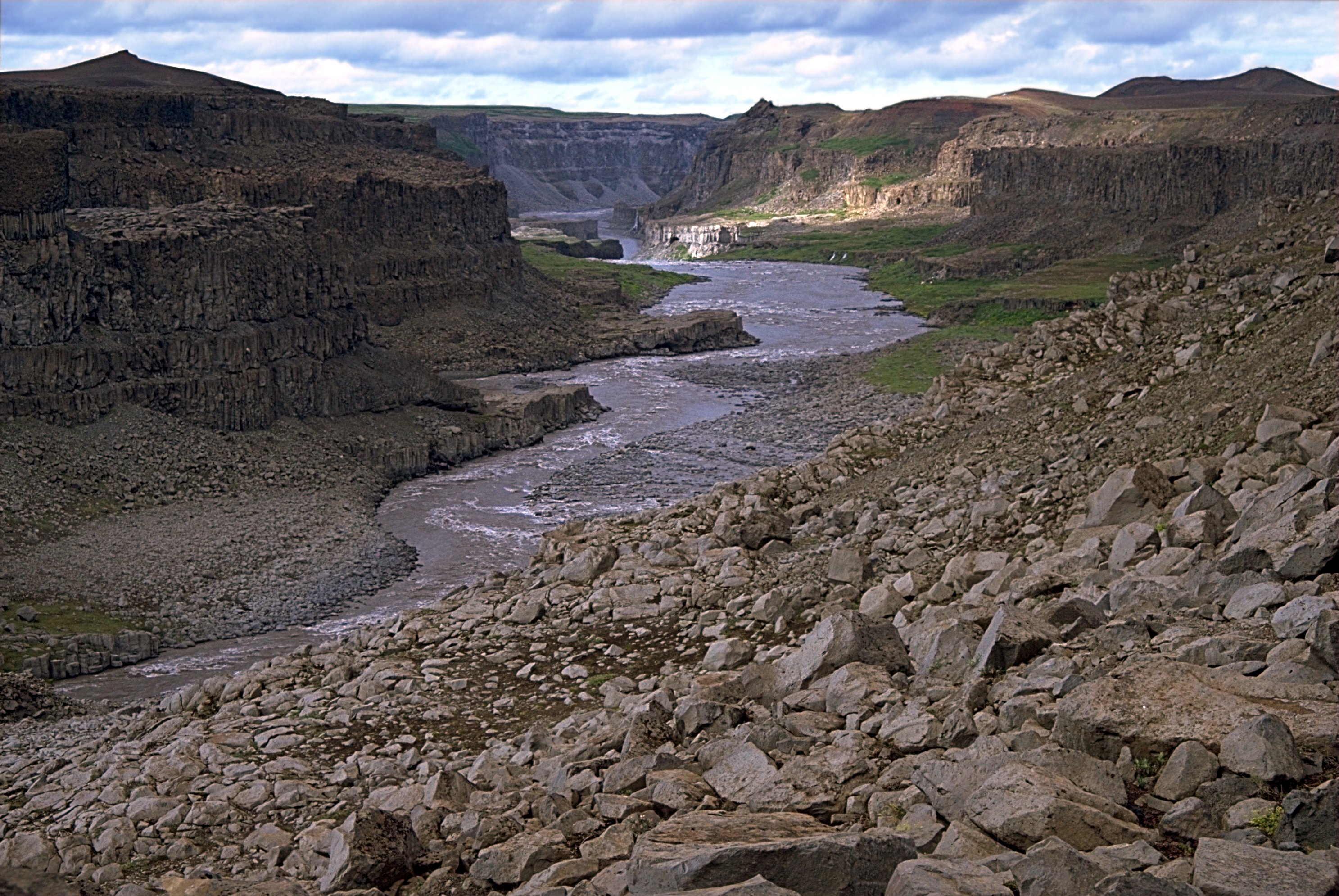
Lineare Tiefenerosion in älterer Flussterrasse

Die verbreitete Annahme, dass in Warmzeiten erodiert und in Kaltzeiten akkumuliert wurde, ist wissenschaftlich widerlegt. Auch der Rückschluss von der Zahl der Terrassen auf die Anzahl der Glaziale ist nicht zulässig. In küstennahen Bereichen ist beispielsweise eine Umkehr des Abflussverhaltens zu beobachten, da in Kaltzeiten der Meeresspiegel deutlich abgesunken ist und erosive Prozesse dominieren, während in Interglazialzeiten, bedingt durch die Anstieg des Meeresspiegels, eine Sedimentation im Unterlauf eines Flusses stattfinden kann.
Ungeachtet der zahlreichen Einflussfaktoren auf das Abflussregime – Temperatur, Niederschlag, Vegetation und Meeresspiegelhöhe – lassen sich im Wechsel der Glazial- und Interglazialzeiten verschiedene Gesetzmäßigkeiten erkennen.
Frühglazial
Verbunden mit dem Rückgang der Temperaturen, geht die Vegetation allmählich zurück. Die Folge sind geringere Niederschläge und ein Absinken des Meeresspiegels (Ein Teil des Wassers wird jetzt als Eis gebunden). In der Folge bildet sich ein mäandrierendes, verwildertes Flusssystem mit ausgeprägter Seiten- und Tiefenerosion. Die Aufschotterung des Terrassenkörpers erfolgt.
Hochglazial
Im Hochglazial, also zum Höhepunkt der Eiszeit ist aufgrund der niedrigen Temperaturen das meiste Wasser in Form von Eis gebunden, der Meeresspiegel hat seinen Tiefstand erreicht. Vegetation ist kaum vorhanden. Oberflächenabfluss findet nur in einem geringen Umfang – meist in den kurzen Auftauperioden im Sommer – statt. Die Folge ist, dass im fluviatilen Milieu kaum Erosion und Sedimentationen stattfinden. Häufig treten hier im Profilverlauf Schichtlücken und Diskordanzen auf.
Spätglazial
Verbunden mit einem globalen Temperaturanstieg und der fehlenden Widerergänzung des Eises der Gletscher, kommt es zu einem Abschmelzen der Gletscher und einem allmählichen Meeresspiegelanstieg. Verstärkt wird der Prozess durch den Rückgang der Albedo. Ausgelöst durch einen immer noch abgesenkten Meeresspiegel und höheren oberirdischen Abfluss bildet sich wieder ein Flusssystem aus, das zunächst durch eine mehr oder weniger ausgeprägte Seiten- und Tiefenerosion gekennzeichnet ist. Dieses Stadium ist durch das Vorherrschen einer linearen Erosion gekennzeichnet.
Interglazial
Bedingt durch die globale Erwärmung, breitet sich die Vegetation wieder rasch aus, die Niederschläge erhöhen sich und der Meeresspiegel steigt allmählich wieder an. Im Ergebnis der Klimaänderung bildet sich ein mäandrierendes Flusssystem, in dem Sedimente abgelagert werden, so dass mitunter Altarme des Flusses wieder verfüllt werden können.

### Einfluss von tektonischen Bewegungen auf das Flussprofil
Finden im Einzugsgebiet des Flusses während seiner Entstehung keine tektonischen Bewegungen statt, bildet sich von der Mündung bis zur Quelle ein Ausgleichsprofil aus. Finden tektonische Bewegungen statt, reagiert der Fluss mit verstärkter Erosion bzw. Akkumulation: ein neues Ausgleichsprofil bildet sich. Dieser Prozess tritt in der Natur meist mehrphasig auf. Bei Hebung des Geländes im Oberlauf setzt im Ober- und Mittellauf bis zur Ausbildung eines neuen Ausgleichsprofils eine verstärkte Erosion ein. Das Sedimentationsgeschehen im Unterlauf eines Flusses wird meist von Meeresspiegelschwankungen bestimmt. Sinkt der Meeresspiegel (z. B. im Hochglazial) kommt es zu verstärkten, von der Küstenlinie rückschreitenden Erosionen im Flussbett. Steigt der Meeresspiegel dagegen an, führt dies zu einer verstärkten Sedimentation im Unterlauf eines Flusses, verbunden mit Versandung und Verlandungen des Flussbettes.
Tritt ein Fluss aus einem Hebungsgebiet in ein tektonisches Senkungsgebiet, in dem die Akkumulation dominiert, kommt es zu Terrassenkreuzungen, d. h. im Senkungsgebiet liegen ältere Terrassen unter jüngeren Terrassen, während es im Hebungsgebiet genau umgekehrt ist. Ein typisches Beispiel für solch eine Lageänderung ist der Rhein beim Übergang von dem sich hebenden Rheinischen Schiefergebirge in die sich absenkende Niederrheinische Bucht.
Dieses Beispiel veranschaulicht, warum die Höhenlagen von Flussterrassen (Morphostratigrafie) nur bedingt zur stratigrafischen Korrelation herangezogen werden können. Meist sind zuverlässige stratigrafische Aussagen nur über eine aufwendige Analyse des Schwermineralspektrums möglich.

## Formen
Terrassen können sowohl als Aufschüttungs- oder Schotterterrassen als auch Felssohlen- oder Erosionenterrassen ausgebildet sein.
In Gebirgsländern treten neben den Flussterrassen eine Reihe anderer Terrassenformen auf, die vielfach ebenfalls auf die Eiszeiten zurückgehen. Solche Formen sind unter anderem die Talschultern von U-förmigen bzw. Trogtälern und einige Arten von Moränen.

## Beispiele

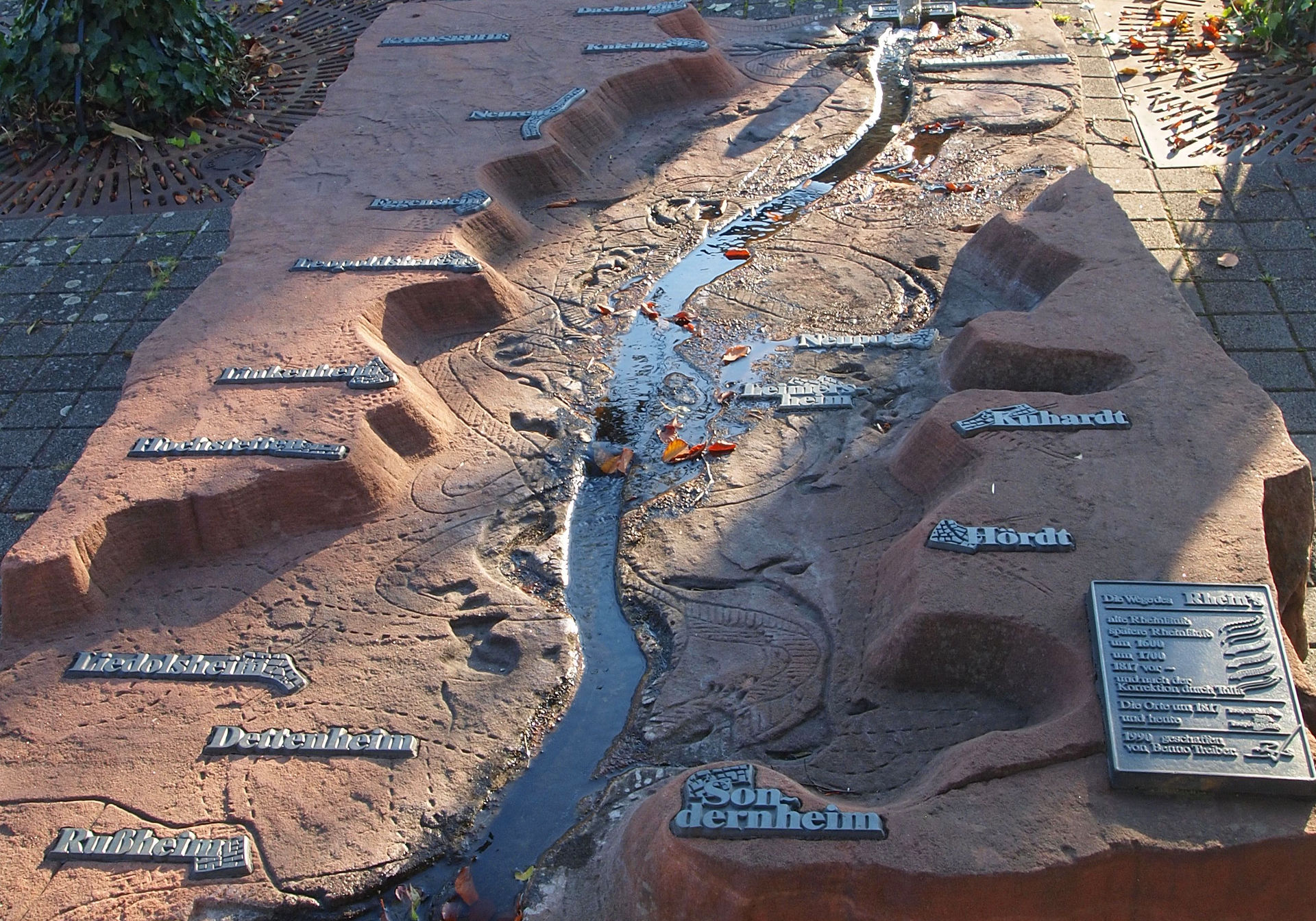
Darstellung des Hochgestades am Oberrhein in einem Reliefmodell

### Donau, Wien
Flussterrassen und Hochufer in Wien:
1. Praterterrasse (~160 m)
2. Stadtterrasse
3. Theresianumterrasse
4. Arsenalterrasse
5. Wienerberg
6. Laaerberg (~250 m)

Die zeitliche Einordnung ist aufgrund der tektonischen Geschehnisse im Wiener Raum und aufgrund fehlender Datierungmöglichkeiten für fluviatile Sedimente im Zeitrahmen des Quartärs noch fraglich.

### Rhein

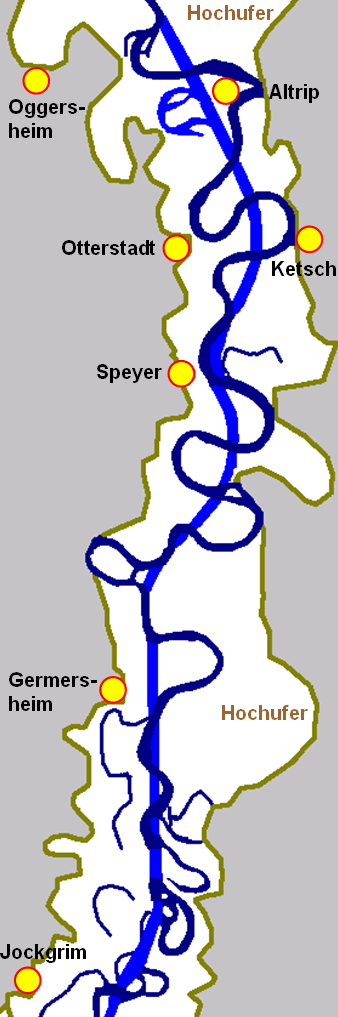
Flussmäander in der Niederung zwischen den Hochufern des Rheins

Der Oberrheingraben ist kein Tal im herkömmlichen Sinne, sondern ein Grabenbruch, der von Sedimenten wieder aufgefüllt wurde. In diese hat sich der Rhein eingegraben und bildete so die Rheinauen.
Die während der letzten Eiszeit geschaffene Flussterrasse heißt im Rheingebiet Niederterrasse (die Geländestufe zwischen holozänem Flussbett und Niederterrasse wird regional auch als Hochgestade bezeichnet). Am Niederrhein sind auch die Hochufer zur älteren Mittelterrasse und teilweise zur Oberterrasse zu erkennen. Je älter die Terrassen, desto feiner und härter sind die Sande, die dort gefunden und teilweise abgebaut werden.
Die Ortsbezeichnung „hohes Ufer“ wurde bereits in römischer Zeit verwendet. So findet der lateinische Name alta ripa Verwendung in Altrip sowie in der Burg Tolna nahe der Donau.